# أرزاشينا
أرزاشينا، (بالإنجليزية: Arzachena)‏، (سردينيا: Altzaghèna)، هي بلدية في مقاطعة ساساري، شمال سردينيا، وتعد ثاني أكبر جزيرة قبالة ساحل إيطاليا. تقع أرزاشينا في منتصف الطريق بين منتجع كوستا سميرالدا، وبورتو رافائيل، وكلاهما تأسس في أواخر الخمسينيات. بعد أولبيا، وتيمبيو باوسانيا، تعد ثالث أكبر بلدية في جالورا في عدد السكان.

## السكان
في سنة 1861 بلغ عدد السكان 1٬339 نسمة، وتطور العدد ليصل في سنة 2011 لـ 11٬447 نسمة.
يظهر هذا المخطط البياني تطور النمو السكاني لـ أرزاشينا

## توأمة
لأرزاشينا اتفاقيات توأمة مع كل من:
- إيبيزا
- بورتو فيكيو
- شرم الشيخ